# Libín (Berg)

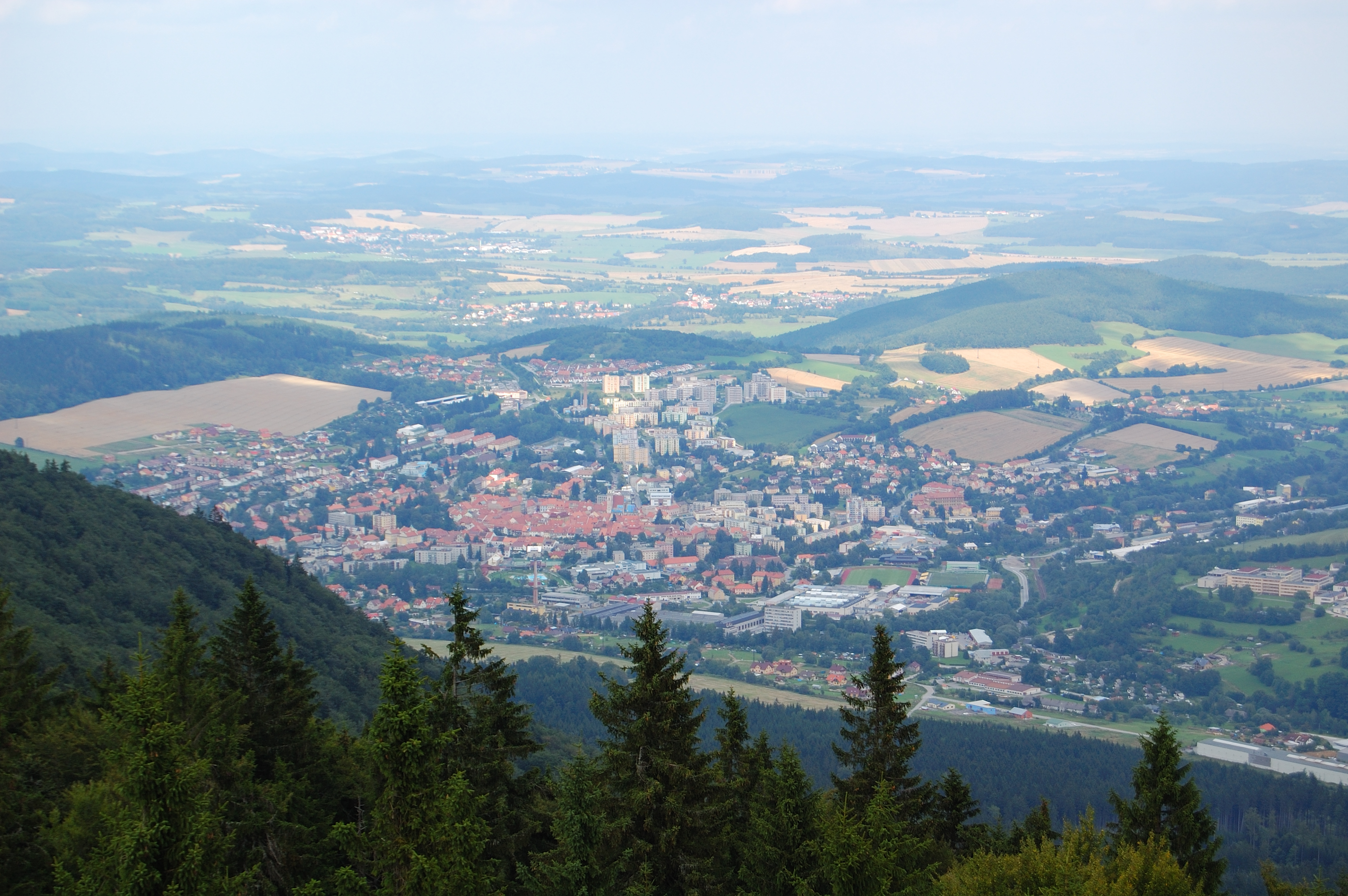
Blick auf Prachatice

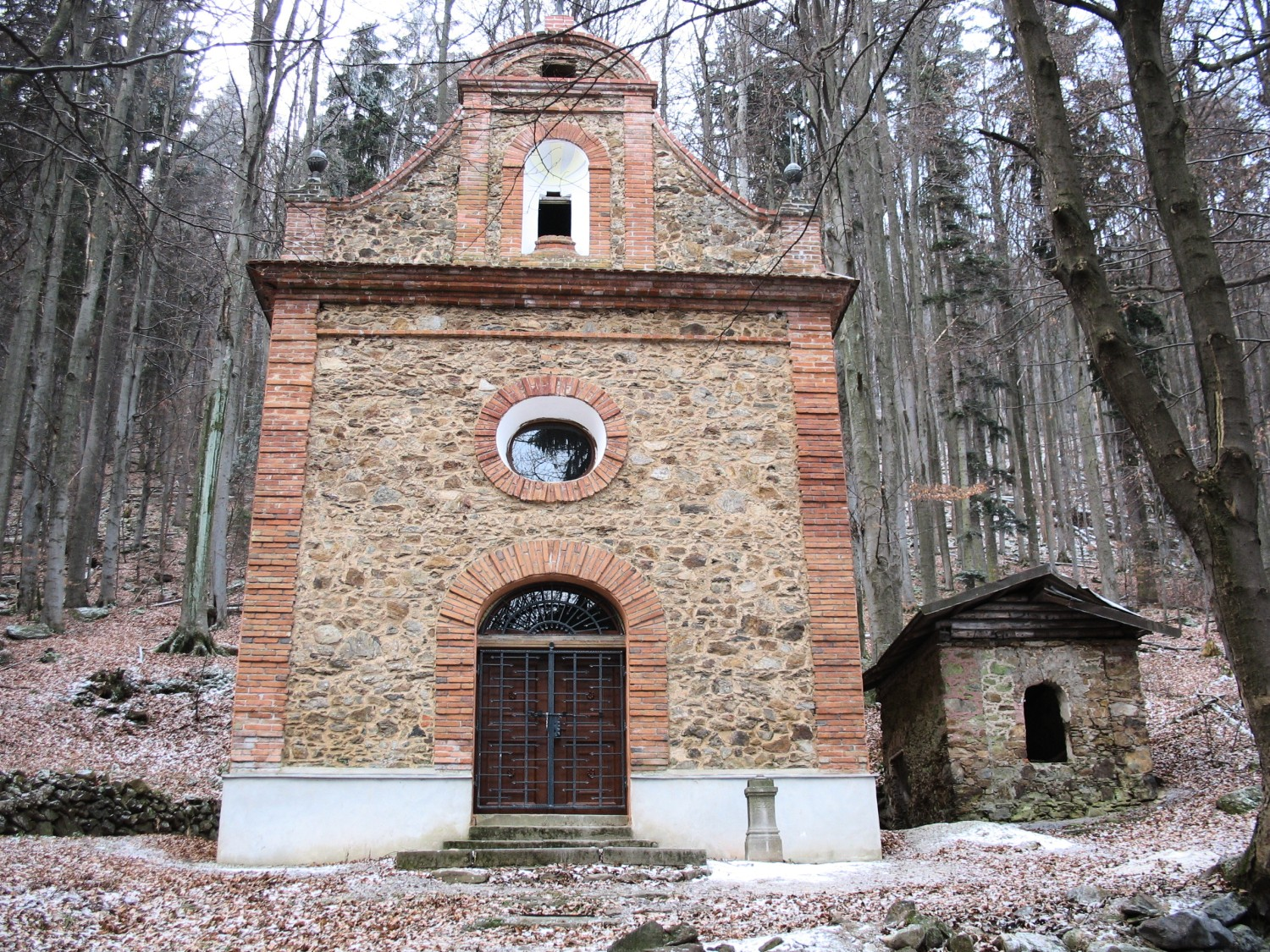
Kapelle des hl. Philipp Neri

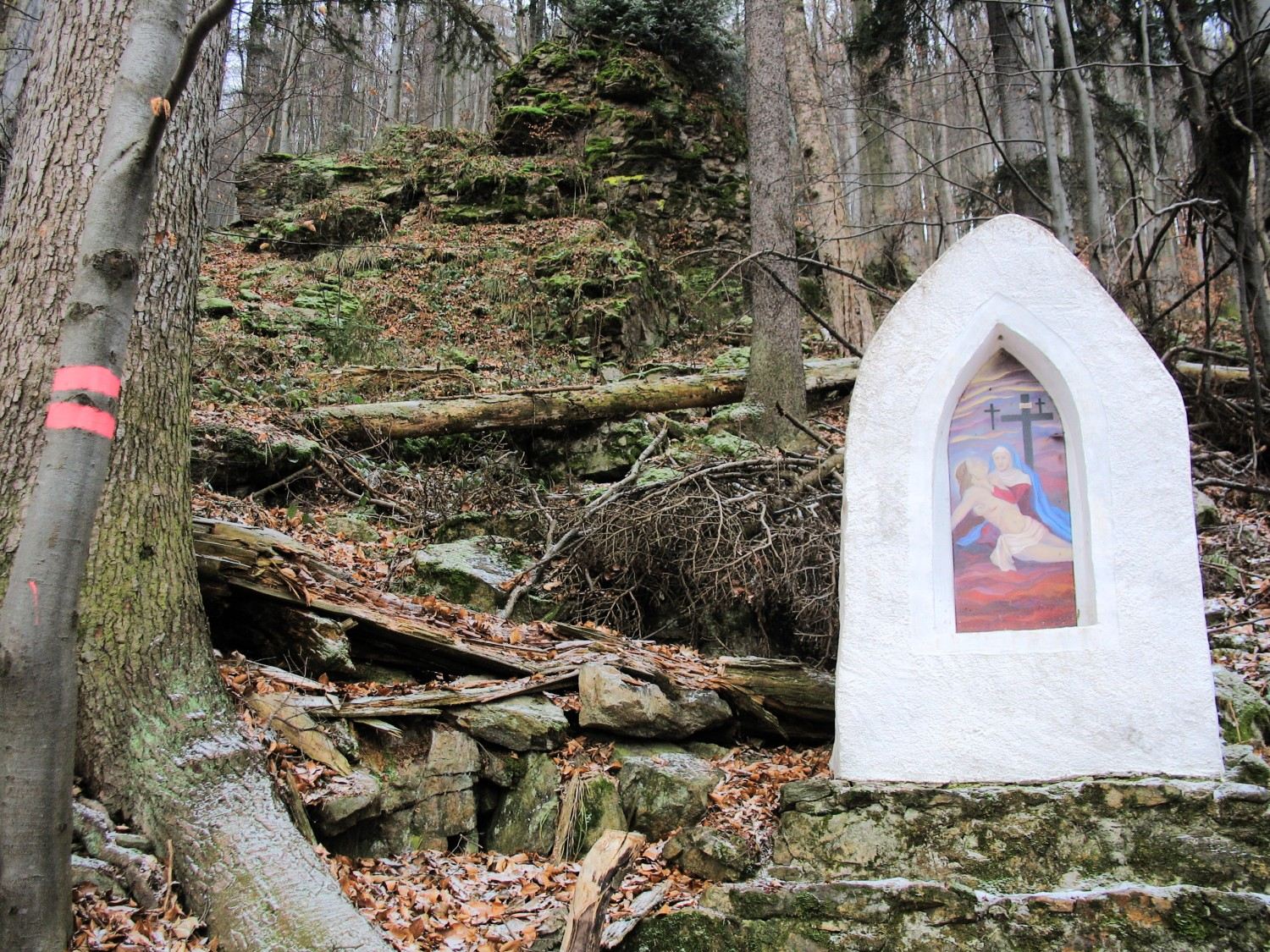
Felsen und Kreuzwegkapelle im Naturreservat Libín

Der Libín (deutsch Liebing, früher Libin, 1093 m) ist ein bewaldeter Berg in Tschechien. Er erhebt sich vier Kilometer südlich des Stadtzentrums von Prachatice. Der Berg ist die höchste Erhebung des Böhmerwaldvorlandes. Auf seinem Gipfel befinden sich ein Aussichtsturm, das Berghotel Libín und zwei weitere Gebäude sowie zwei geodätische Punkte und ein Hochseilgarten.

## Geographie
Der Libín ist die Dominante des sich in Nord-Süd-Richtung erstreckenden Libiner Kammes, der an drei Seiten steil abfällt: nach Osten zum Tal des Živný potok (Rohnbach), nordwestlich zum Tal des Fefrovský potok (Pfefferschlager Bach) und im Norden zum Prachatitzer Kessel. Am südwestlichen Hang des Kammes entspringen der Farský potok (Pfarrbach) und der Černý potok; südlich der Zlatý potok. Nebengipfel sind der Na Vyhlídce (828 m) im Nordwesten sowie der Na Skalce (1025 m) und der Rohanovský vrch (1010 m) im Süden. Am Nordhang des Libín befindet sich das Naturreservat Libín.
Umliegende Orte sind Prachatice und Lázně svaté Markéty im Norden, Kandlův Mlýn, Velišův Mlýn, Starý Bolech und Jelemek im Nordosten, Leptač und Rohanov im Osten, Lučenice, Chroboly, Podlesí und Jelení Hora im Südosten, Skříněřov im Süden, Sviňovice und Blažejovice im Südwesten, Libínské Sedlo und Perlovice im Westen sowie Záblatí, Horní Záblatí, Stádla und Volovice im Nordwesten.
Geomorphologisch gehört der Libín zum Böhmerwaldvorland, dessen Untereinheit IB-2D Prachatická hornatina (Prachatitzer Bergland), dessen Bezirk IB-2D-1 Libínská hornatina (Libiner Bergland) und dessen Unterbezirk IB-2D-1a Libínský hřbet (Libiner Kamm).

## Geschichte
Seit dem 11. Jahrhundert führte westlich des Libin der Goldene Steig von Prachatitz über den Böhmerwald nach Bayern. In den Wäldern am Libiner Kamm ließ das Kollegiatstift Vyšehrad in der ersten Hälfte des 14. Jahrhunderts die Säumersiedlung Pfefferschlag anlegen.
1783 wurde an einer Quelle am nördlichen Fuße des Libín das Wasserheilbad St. Margarethenbad gegründet. Am Berghang oberhalb des Bades entstand 1808 an einer weiteren Quelle eine hölzerne Kapelle des hl. Philipp Neri, zwischen 1859 und 1861 wurde sie durch eine steinerne Kapelle ersetzt. Im 19. Jahrhundert wurde auf dem Berg Diorit gebrochen. Bis ins 19. Jahrhundert wurde auf Karten der nördliche Nebengipfel Na Vyhlídce als Liebing, der Hauptgipfel als Libin-Berg bezeichnet, seit den 1920er-Jahren wurde der deutsche Name Liebing auf den gesamten Berg übertragen. Zwischen 1881 und 1883 ließ der Prachatitzer Böhmerwald-Touristenklub auf dem Libín einen Aussichtsturm errichten. 1881 erfolgte auch der Bau eines Hegerhauses mit angeschlossener Baude und Fremdenzimmern. In den Jahren 1898 und 1899 wurde die Bahnstrecke Číčenice–Prachatitz bis nach Wallern im Böhmerwald verlängert; die neue Trasse führte östlich durch das Tal des Rohnbaches und südlich über den Schreinetschlager Sattel (Skříněřovské sedlo) um den Libin-Kamm. Das Heilbad St. Margarethenbad wurde 1935 geschlossen. Seit 1951 waren die Gebäude auf dem Libín nicht mehr bewohnt, 1962 wurden sie verwüstet.

## Aussichtsturm
Die Idee eines Aussichtsturmes auf dem Libín stammte vom Fürstlich Schwarzenbergischen Forstverwalter Suske. Der 1880 größtenteils von Prachatitzer Bürgern gegründete Böhmerwald-Touristenklub organisierte zur Finanzierung des Projektes Konzerte und Theatervorstellungen. Unterstützung erfolgte u. a. durch die Sparkasse und das Fürstlich Schwarzenbergische Forstamt, das für den Turmbau kostenlos 100 Zentner Kalk aus der Kalkbrennerei Krumau überließ. Der 27 m hohe zylinderförmige Ziegelturm entstand in den Jahren 1881 bis 1883 nach Plänen des Wiener Architekten Alexander Wiszkoczil durch den Prachatitzer Baumeister Franz Reichart. Die Baukosten beliefen sich auf 3580 Gulden. Zu Ehren des Kronprinzen Rudolf, der 1871 Prachatitz besucht hatte, wurde der Turm als Kronprinz-Rudolf-Turm benannt. Am 16. September 1883 erfolgte seine Eröffnung. Ab 1935 wurde der Turm vom Klub československých turistů (KČST) verwaltet. Dessen 1938 gefasste Pläne einer Überdachung und Verglasung der Aussichtsterrasse konnten wegen des Ausbruchs des Zweiten Weltkrieges nicht realisiert werden. Während des Krieges wurde der Turm als militärischer Wachtposten der Wehrmacht genutzt. Im Jahre 1994 wurde der Turm saniert und erhielt einen weißen Anstrich. Der markante Turm ist von weitem sichtbar. Vom Turm bietet sich ein weiter Ausblick, der im Norden bis zu den Písecké Hory (Piseker Berge) und dem Kernkraftwerk Temelín, im Süden und Westen zu den Gipfeln des Böhmerwaldkammes reicht. Bei guter Fernsicht sind südlich auch die Alpen sichtbar.

## Naturreservat Libín
Der am Nordhang befindliche natürliche Bergschuttwald mit Fichten und Buchen wurde 1988 auf einer Fläche von 68,99 ha unter Schutz gestellt.

## Sehenswürdigkeiten
- Kapelle des hl. Philipp Neri, volkstümlich Patriarchenkapelle (kaple u Patriarcha) an einer Quelle am Nordhang des Libín. Der steinerne Bau entstand zwischen 1859 und 1861 anstelle einer 1808 errichteten hölzernen Kapelle.[3] Von Lázně svaté Markéty (St. Margarethenbad) führt ein Kreuzweg mit 14 Stationen zur Patriarchenkapelle. Die Nischenkapellen wurden in den Jahren 1999 bis 2004 vom Maler Václav Kuneš ausgemalt.[4]
- Hochseilgarten Libín, er wurde 2008 in dem ehemaligen Dioritbruch auf dem Gipfel angelegt und besteht aus sechs Strecken mit insgesamt 80 Hindernissen.[5]